# اصغر توسلی
اصغر توسلی (زادهٔ ۲۰ مهر ۱۳۳۵) فیلم‌ساز ایرانی است. او تهیه‌کننده و کارگردان سینما، تئاتر و تلویزیون ایران است که در ۱۳ سالگی مجری برنامه‌های کودک رادیو بوده و با مجری‌گری وارد این عرصه شده‌است. او در سال ۱۳۷۷ سریال روزگار جوانی را به همراه اصغر فرهادی و شاپور قریب کارگردانی کرد. در سال ۱۳۷۹ سریال «دختران» را با بازی آتنه فقیه نصیری و حمیرا ریاضی کارگردانی کرد.
اصغر توسلی همچنین کارگردانی فیلم "سلام مامان" و سریالهای "روزگار جوانی ۲"، "پای پیاده"، "این سه نفر"، "این یک دادگاه نیست" را نیز برعهده داشته‌است. اصغر توسلی همچنین در سریال «عقیق» به عنوان بازیگر حضور داشته‌است.

## کارگردانی
- روزگار جوانی ۱۳۷۷
- این یک دادگاه نیست ۱۳۷۹
- دختران (مجموعه تلویزیونی) ۱۳۷۹
- این سه نفر
- پای پیاده (مجموعه تلویزیونی) ۱۳۸۴
- سلام مامان ۱۳۹۳
- روزگار جوانی دو ۱۴۰۰

## برنامه تلویزیونی
- جنگ هنر هفته (مجله تصویری سینما و تئاتر) تهیه‌کننده: علی شیدفر
- تا فردا (مجله تصویری فرهنگی و اجتماعی) تهیه‌کننده: منوچهر محمدی
- نگاه ۵ (مجله تصویری فرهنگی اجتماعی) تهیه‌کننده: فرید نیکخواه آزاد
- شهر من (مجله تصویری فرهنگی اجتماعی) تهیه‌کننده: فرید نیکخواه آزاد
- یک اتفاق (مجموعه مستند، داستانی) تهیه‌کننده: اصغر توسلی